# Clube dos Trinta (Tocantins)
O Clube dos Trinta ou Clube dos XXX é um clube de futebol da cidade de Araguaína, no estado do Tocantins.
Fundado em 30 de julho de 1987 - um ano antes da criação do estado -, possui o verde e o branco como cores oficiais, e encontra-se atualmente licenciado das competições promovidas pela Federação Tocantinense de Futebol. A última participação do clube no Campeonato Tocantinense de Futebol foi em 2001, quando foi terceiro colocado.

## Desempenho em competições oficiais
Campeonato Tocantinense
| Ano  | 1999 | 2000 | 2001 |
| Pos. | 4º   | 6º   | 3º   |
| ---- | ---- | ---- | ---- |